# Liste des communes de la région de l'Adamaoua au Cameroun
Liste des communes de la région de l'Adamaoua au Cameroun par départements : 21

## Djérem
Le département du Djérem est découpé en 2 communes :
- Ngaoundal
- Tibati

## Faro-et-Déo
Le département du Faro-et-Déo est découpé en 4 communes :
- Galim-Tignère
- Kontcha
- Mayo-Baléo
- Tignère

## Mayo-Banyo
Le département du Mayo-Banyo est découpé en 3 communes :
- Bankim
- Banyo
- Mayo-Darlé

## Mbéré
Le département du Mbéré est découpé en 4 communes :
- Dir
- Djohong
- Meiganga
- Ngaoui

## Vina
Le département de la Vina est découpé en 8 communes :
- Belel
- Ngaoundéré Ier
- Ngaoundéré IIe
- Ngaoundéré IIIe
- Nyambaka
- Martap
- Mbe
- Ngan-Ha